# Olivier Boumal
Pour les articles homonymes, voir Boumal.
Olivier Junior Boumal (né le 17 septembre 1989 à Douala au Cameroun) est un footballeur international camerounais qui évolue au poste de milieu de terrain. Boumal a commencé sa carrière au George Fominyen FC avant de partir en Europe en 2005 en signant avec le CFF Paris. Après un an avec l'équipe de Paris, il a rejoint l'équipe de jeunes et de réserve de l'AS Saint-Étienne.

## Biographie

### Cariére en Club
- En janvier 2010, il a signé un contrat de 2,5 ans avec le club de Superleague Panetolikos, après un essai réussi. Il a également joué pour Levadiakos et Iraklis Psachna.
- À l'été 2014, Boumal a signé un contrat de deux ans au Panionios pour une somme non divulguée. À la fin de la saison 2014-15, il a été lié à un transfert vers le club turc de Mersin İdmanyurdu.
- Le 23 décembre 2015, Boumal a rejoint le Panathinaikos avec un contrat de 2,5 ans pour une indemnité de transfert déclaré de 400  000 € plus un joueur du Panathinaikos, Christos Donis, Kostas Triantafyllopoulos et Diamantis Chouchoumis.
- Le 11 janvier 2016, il a fait ses débuts en club en ayant une apparition ainsi qu'un but en fin de match, aidant son club à une victoire 2-0 contre Kalloni. Le 31 janvier 2016, lors d'une victoire 3-2 à l'extérieur contre Platanias, Boumal s'est cassé la clavicule qui a nécessité une opération et le garderait hors de l'action pendant 4-6 semaines[2].
- Le 6 juillet 2017, Boumal a signé un contrat d'une saison et demie avec le club de Chinese Super League Liaoning Whowin pour un montant de 2,2 millions d'euros, quittant le Panathinaikos après 18 mois[3].
- Le 14 février 2019, il est retourné au Panionios sur un transfert gratuit[4].
- L’international camerounais Olivier Boumal s’engage avec un club géorgien. Boumal a rejoint le FC Saburtalo Tbilisi de l'Erovnuli Liga géorgienne en août 2020 pour un contrat d'un an[5].
- En août 2021, Boumal a rejoint le club australien des Newcastle Jets pour un contrat d'un an[6].

## Carrière internationale
Le 29 mai 2017, Olivier Bumal a été inclus pour la première fois dans la sélection camerounaise qui se rendra au Maroc le 10 juin pour les éliminatoires de la Coupe d'Afrique des Nations 2019 et la Coupe des confédérations qui se tiendra du 17 juin au 2 juillet en Russie. Le Cameroun participera au deuxième groupe avec le Chili, l'Australie et l'Allemagne, représentant l'Afrique. Le 10 juin 2017, il a fait ses débuts internationaux en tant que remplaçant en fin de match lors de la victoire 1-0 contre le Maroc en éliminatoires de la Coupe d'Afrique des Nations 2019.

### Carrière en sélection
Olivier Boumal reçoit sa première sélection en équipe du Cameroun le 10 juin 2017, contre le Maroc (victoire 1-0).
Il participe ensuite à la Coupe des confédérations 2017 organisée en Russie.

## Palmarès
Panetolikós
- Championnat de Grèce D2 (1) :
  - Champion : 2010-11.